# Hymenophyllum microcarpum
Hymenophyllum microcarpum là một loài thực vật có mạch trong họ Hymenophyllaceae. Loài này được Desv. miêu tả khoa học đầu tiên năm 1827.